# Giovanni Gardini
Giovanni Gardini (Londra, 4 settembre 1964) è un dirigente sportivo italiano. Attuale direttore generale e amministratore delegato del Palermo FC.

## Biografia
Nato a Londra, dove la famiglia si era trasferita per motivi di lavoro, cresce a Padova. Laureato in giurisprudenza a Bologna, ha fatto un master a Londra e ha svolto la professione di giornalista.

### Nel calcio
Nella città veneta, muove i primi passi come dirigente sportivo, iniziando come segretario generale (1989-1993) e poi direttore generale (1993-1999) del Padova.
Dal 1999 al 2003 è stato direttore generale del Treviso, in seguito è stato prima segretario generale (2003-2004) e poi direttore organizzativo (2004-2006) della Lazio. Dal 2006 al 2008 è nuovamente al Treviso, sempre con il ruolo di direttore generale.
Quindi è passato a ricoprire il medesimo ruolo al Livorno dal 2010 al 2012. Dopo l'esperienza toscana, diventa direttore generale dell'Hellas Verona dal 2012 al 2016.
Dal 1º marzo 2016 passa all'Inter per rivestire il ruolo di chief football administrator, occupandosi principalmente delle relazioni istituzionali sportive, dell'amministrazione dei trasferimenti dei giocatori e della supervisione della segreteria sportiva. Il 24 luglio 2017 diventa chief football operations officer. Nell'estate 2019 esce dall'organigramma societario nerazzurro.
Nell'estate 2022 viene nominato direttore generale del Palermo FC, neopromosso in Serie B. Nel gennaio 2023 assume anche la funzione di amministratore delegato della società rosanero.